# Pico
För andra betydelser, se Pico (olika betydelser).

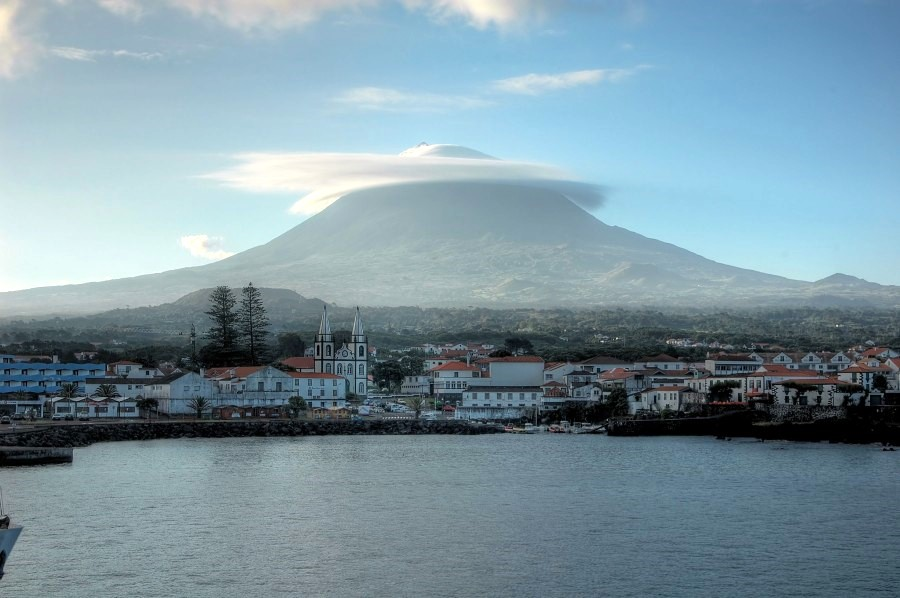
Ponta do Pico med en hatt av moln. I förgrunden syns Madalena med dess kyrka Santa Maria Madalena. Bilden tagen från piren i Madalena.

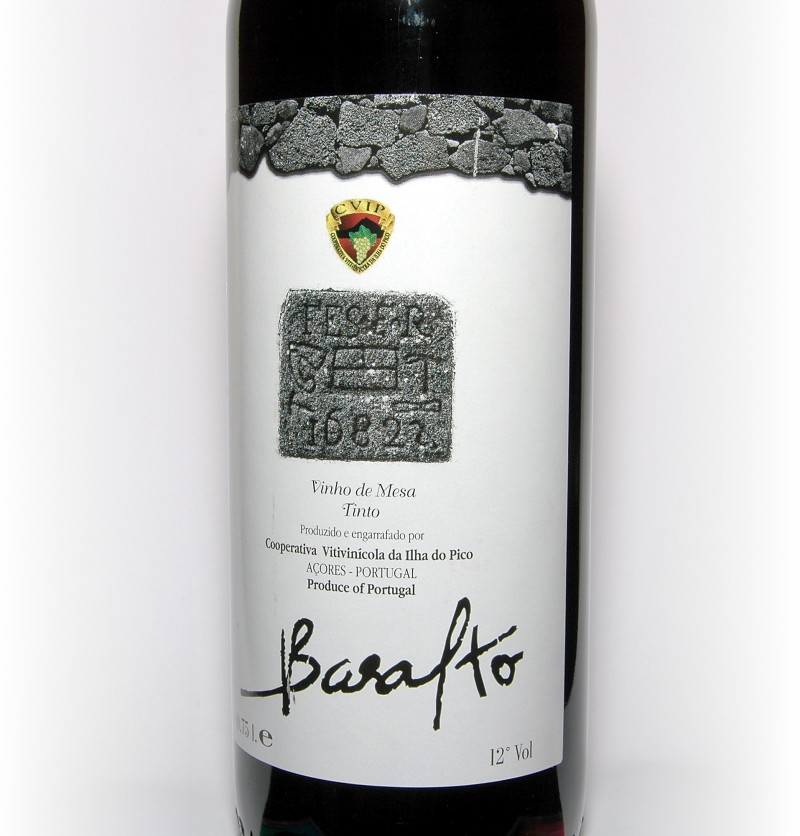
Rött vin producerat i vinkooperativet som även ingår i Unescos världsarv

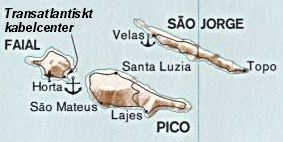
Karta över Faial, Pico och São Jorge.

Pico (portugisiska Ilha do Pico, "bergstopp") är en ö i den portugisiska ögruppen Azorerna. Ön domineras av den stora vulkanen Ponta do Pico, som är 2 351 meter hög och det högsta berget i Portugal.
Vulkanen hade sitt senaste utbrott 1720. Marken runt berget är helt täckt med stelnad lava och det finns inte så mycket plats att odla på. Ön Pico är belägen 17,5 kilometer söder om São Jorge (Ilha de São Jorge) och bara 7 kilometer öster om Faial (Ilha do Faial). Ön är 42 kilometer lång, har en maximal bredd på 15 kilometer och en yta på 447 kvadratkilometer, vilket gör ön till den näst största av de azoriska öarna. De viktigaste orterna är huvudorten Madalena, São Roque do Pico och Lajes do Pico. En landsväg går runt hela ön och förbi alla städerna.
Ön Picos vingårdslandskap har sedan 2004 funnits på Unescos världsarvslista.